# Olympische Sommerspiele 1976/Kanu – Einer-Kajak 500 m (Männer)
Die Wettkämpfe im Einer-Kajak über 500 Meter bei den Olympischen Sommerspielen 1976 wurde vom 28. bis 30. Juli auf der Île Notre-Dame ausgetragen. Es war die erste Austragung über 500 Meter bei den Männern bei Olympischen Sommerspielen.
Es wurden drei Vorläufe, zwei Hoffnungsläufe, drei Halbfinals und ein Finale ausgetragen.
Olympiasieger wurde der amtierende Vize-Weltmeister Vasile Dîba aus Rumänien.

## Ergebnisse

### Vorläufe
Die jeweils ersten drei Boote qualifizierten sich für die Halbfinals, die restlichen Boote für den Hoffnungslauf.

#### Vorlauf 1
| Rang | Athleten             | Nation             | Zeit        |
| ---- | -------------------- | ------------------ | ----------- |
| 1    | Grzegorz Śledziewski | Polen              | 1:54,27 min |
| 2    | Herminio Menéndez    | Spanien            | 1:55,23 min |
| 3    | Oreste Perrie        | Italien            | 1:55,39 min |
| 4    | Ladislav Souček      | Tschechoslowakei   | 1:59,06 min |
| 5    | Dean Oldershaw       | Kanada             | 2:01,04 min |
| 6    | Henry Krawczyk       | Vereinigte Staaten | 2:04,84 min |
| 7    | Alain Lebas          | Frankreich         | 2:05,46 min |

#### Vorlauf 2
| Rang | Athleten        | Nation         | Zeit        |
| ---- | --------------- | -------------- | ----------- |
| 1    | Rüdiger Helm    | DDR            | 1:55,06 min |
| 2    | Zoltán Sztanity | Ungarn         | 1:57,12 min |
| 3    | Douglas Parnham | Großbritannien | 1:58,36 min |
| 4    | Gaetan Frys     | Belgien        | 1:59,29 min |
| 5    | Hans Eich       | BR Deutschland | 2:11,37 min |
| 6    | Ng Tsuen Man    | Hongkong       | 2:18,31 min |

#### Vorlauf 3
| Rang | Athleten       | Nation      | Zeit        |
| ---- | -------------- | ----------- | ----------- |
| 1    | Vasile Dîba    | Rumänien    | 1:54,14 min |
| 2    | Sergei Lisunow | Sowjetunion | 1:54,47 min |
| 3    | Iwan Manew     | Bulgarien   | 1:57,30 min |
| 4    | Ian Ferguson   | Neuseeland  | 1:59,18 min |
| 5    | Harald Nilsen  | Norwegen    | 2:10,88 min |

### Hoffnungsläufe
Die ersten drei Boote der Hoffnungsläufe erreichten das Halbfinale.

#### Hoffnungslauf 1
| Rang | Athleten        | Nation             | Zeit        |
| ---- | --------------- | ------------------ | ----------- |
| 1    | Ladislav Souček | Tschechoslowakei   | 1:53,20 min |
| 2    | Hans Eich       | BR Deutschland     | 1:54,23 min |
| 3    | Harald Nilsen   | Norwegen           | 1:55,77 min |
| 4    | Henry Krawczyk  | Vereinigte Staaten | 2:03,25 min |

#### Hoffnungslauf 2
| Rang | Athleten       | Nation     | Zeit        |
| ---- | -------------- | ---------- | ----------- |
| 1    | Dean Oldershaw | Kanada     | 1:53,20 min |
| 2    | Gaetan Frys    | Belgien    | 1:53,35 min |
| 3    | Alain Lebas    | Frankreich | 1:53,41 min |
| 4    | Ian Ferguson   | Neuseeland | 1:53,65 min |
| 5    | Ng Tsuen Man   | Hongkong   | 2:07,25 min |

### Halbfinalläufe
Die ersten drei Boote der Halbfinals erreichten das Finale.

#### Halbfinale 1
| Rang | Athleten             | Nation           | Zeit        |
| ---- | -------------------- | ---------------- | ----------- |
| 1    | Grzegorz Śledziewski | Polen            | 1:52,39 min |
| 2    | Zoltán Sztanity      | Ungarn           | 1:53,79 min |
| 3    | Alain Lebas          | Frankreich       | 1:54,64 min |
| 4    | Iwan Manew           | Bulgarien        | 1:57,30 min |
| 5    | Ladislav Souček      | Tschechoslowakei | 2:00,36 min |

#### Halbfinale 2
| Rang | Athleten       | Nation      | Zeit        |
| ---- | -------------- | ----------- | ----------- |
| 1    | Sergei Lisunow | Sowjetunion | 1:52,38 min |
| 2    | Rüdiger Helm   | DDR         | 1:53,21 min |
| 3    | Oreste Perrie  | Italien     | 1:53,99 min |
| 4    | Dean Oldershaw | Kanada      | 1:54,88 min |
| 5    | Harald Nilsen  | Norwegen    | 1:58,76 min |

#### Halbfinale 3
| Rang | Athleten          | Nation         | Zeit        |
| ---- | ----------------- | -------------- | ----------- |
| 1    | Vasile Dîba       | Rumänien       | 1:53,64 min |
| 2    | Herminio Menéndez | Spanien        | 1:54,66 min |
| 3    | Douglas Parnham   | Großbritannien | 1:56,14 min |
| 4    | Gaetan Frys       | Belgien        | 1:57,30 min |
| 5    | Hans Eich         | BR Deutschland | 2:04,63 min |

### Finale
| Rang | Athleten             | Nation         | Zeit        |
| ---- | -------------------- | -------------- | ----------- |
| 1    | Vasile Dîba          | Rumänien       | 1:46,41 min |
| 2    | Zoltán Sztanity      | Ungarn         | 1:46,95 min |
| 3    | Rüdiger Helm         | DDR            | 1:48,30 min |
| 4    | Herminio Menéndez    | Spanien        | 1:48,40 min |
| 5    | Grzegorz Śledziewski | Polen          | 1:48,49 min |
| 6    | Sergei Lisunow       | Sowjetunion    | 1:49,21 min |
| 7    | Oreste Perrie        | Italien        | 1:50,27 min |
| 8    | Douglas Parnham      | Großbritannien | 1:50,33 min |
| 9    | Alain Lebas          | Frankreich     | 1:50,48 min |

## Weblink
- Ergebnisse